# Oscaecilia bassleri
Oscaecilia bassleri és una espècie d'amfibis gimnofions de la família Caeciliidae. Habita a Equador, Perú i, possiblement, a Bolívia i Colòmbia. Els seus hàbitats naturals inclouen boscos secs tropicals o subtropicals, plantacions, jardins rurals i zones prèviament boscoses ara molt degradades.